# 내부 게이트웨이 프로토콜
내부 게이트웨이 프로토콜(interior gateway protocol, IGP) 또는 내부 라우팅 프로토콜(interior routing protocol)은 자율 시스템(예: 기업 LAN 시스템) 내의 게이트웨이(일반적으로 라우터) 간에 라우팅 테이블 정보를 교환하는 데 사용되는 라우팅 프로토콜의 한 유형이다. 이 라우팅 정보는 IP와 같은 네트워크 계층 프로토콜의 라우팅에 사용될 수 있다.
내부 게이트웨이 프로토콜은 거리 벡터 라우팅 프로토콜과 링크 상태 라우팅 프로토콜의 두 가지 범주로 나눌 수 있다. IGP의 구체적인 예로는 OSPF(최단 경로 우선 프로토콜), RIP(라우팅 정보 프로토콜), IS-IS(Intermediate System to Intermediate System), EIGRP(Enhanced Interior Gateway Routing Protocol) 등이 있다.
반대로, 외부 게이트웨이 프로토콜은 자율 시스템 간에 라우팅 정보를 교환하는 데 사용되며, 자율 시스템 내에서 경로를 확인하기 위해 IGP를 사용한다.

## 같이 보기
- 네트워크 모니터링
- 내부 게이트웨이 라우팅 프로토콜